# Pronome personale
I pronomi personali sono quei pronomi che rappresentano, in funzione deittica, la persona che parla, la persona che ascolta oppure la persona, l'animale o la cosa di cui si parla, senza specificarne o ripeterne il nome.

## I pronomi personali in italiano
I pronomi personali in italiano sono i seguenti:
- io (singolare) e noi (plurale) indicano la persona che parla o il gruppo di persone al quale appartiene chi parla (prima persona);
- tu (singolare) e voi (plurale) indicano la persona o le persone a cui ci si rivolge (seconda persona);
- egli, ella, esso, essa (singolari) e essi, esse, loro (plurali) indicano la persona o le persone di cui si parla (terza persona).

I pronomi personali in italiano hanno forma diversa, secondo la persona, il numero, il genere e la funzione. Tale funzione può essere di soggetto o di oggetto.

## Caratteristiche in varie lingue
Le regole variano a seconda della lingua: in alcune il pronome varia per genere e numero, in altre solo per genere, in altre solo per numero. Se la lingua presenta dei casi grammaticali, il pronome può essere adattato al caso. Inoltre, si possono avere comportamenti diversi dei pronomi per indicare azioni riflessive o verbi impersonali, o regole diverse sulla possibilità di omettere i pronomi.

### Genere e numero
In generale nelle lingue indoeuropee compreso l'italiano, solo la terza persona varia per genere, mentre tutte fanno distinzione del numero. Un esempio di lingua che varia solo per numero è la lingua cinese, nella quale i pronomi personali non hanno il genere, e la formazione del plurale è molto più trasparente che in una lingua indoeuropea:
|            | Singolare                   | Plurale (singolare + 们 = men) |
| 1ª persona | 我 = wǒ (io)                | wo men (noi)                   |
| 2ª persona | 你 = nǐ (tu)                | ni men (voi)                   |
| 3ª persona | tā (egli, ella, esso, essa) | tā men (essi, esse)            |

Il pronome personale plurale, dunque, viene formato aggiungendo la particella men al pronome singolare della stessa persona, seguendo la stessa regola di formazione del plurale dei nomi, anziché avere forme indipendenti. Questo semplice ma trasparente meccanismo è usato anche per formare gli aggettivi possessivi, aggiungendo la posposizione de: se wo significa io, wo de significa mio (di me). In cinese, combinando solo cinque parole, si ottengono quindi i pronomi personali e i corrispettivi dei nostri aggettivi possessivi. Un meccanismo simile è usato in esperanto per ricavare dai pronomi personali gli aggettivi possessivi, con la differenza che in esperanto, invece di una posposizione si aggiunge la desinenza -a tipica dell'aggettivo (in questa lingua le quattro parti semantiche del discorso sono caratterizzate da una desinenza propria).
Come si vede dalla tabella sopra, non sempre i pronomi personali hanno un diretto corrispondente passando da una lingua all'altra (infatti il cinese non fa distinzione tra lui e lei). In alcune lingue esiste  il duale anche per i pronomi personali, ad esempio nell'antico inglese: iċ (io), wit (noi due), wé (noi, per tre o più persone). Anche se l'italiano non ha il duale, esistono tuttavia parole come "entrambi" che significano "loro due", ovvero un plurale a due (duale, appunto). Altre lingue ancora hanno altri numeri, come il triale.

### Forme di cortesia
Ai pronomi personali spesso viene dato il compito di fare una distinzione tra il livello di formalità del dialogo, come la forma tipica di lingue come il francese (ed in vari contesti anche in italiano) di riferirsi al plurale anche ad una sola persona come segno di rispetto (dare del voi), o riferirsi alla terza persona (dare del "lei"). Per l'italiano vedere i pronomi allocutivi di cortesia in italiano.
Ciò può apportare differenze col passare del tempo: ad esempio nella lingua inglese, fin dal XIII secolo, la prassi prevedeva l'uso di you non solo al plurale, come accadeva nell'Old English, ma anche come polite form in luogo di thou, usato invece quando vi era maggiore intimità con l'interlocutore.
Il modello inglese è stato preso ad esempio per la lingua esperanto, il cui pronome vi equivale al you inglese, ed un pronome ci che viene usato solo con persone con le quali si ha una grande intimità (vedere anche il modello francese tu-vous).
Lingue come il giapponese o il coreano hanno invece dei pronomi apposta per indicare i livelli di cortesia, o in alcuni casi anche i ranghi sociali.

### Pronomi pleonastici
Quando un pronome è ridondante, e viene quindi ripetuto nonostante non ci sia un apparente bisogno, viene detto pleonastico. Nella lingua italiana questo tipo di pronomi si incontra soprattutto nel parlato. Ad esempio, un tale pronome è spesso usato con la dislocazione a sinistra del complemento oggetto:
Il gatto l'ho visto, il cavallo no.
Nella frase precedente il complemento oggetto è stato ripetuto due volte: una volta come nome (il gatto) ed una come pronome (l'). Nel parlato sono possibili anche rematizzazioni a sinistra, con messa in rilievo del rema attraverso strumenti prosodici:
IL GATTO ho visto, non il cavallo.
Molte lingue consentono dei verbi impersonali, ovvero verbi che possono essere usati senza soggetto. La lingua inglese, che non consente questo tipo di verbi, prevede l'uso di un pronome pleonastico (una sorta di pronome "fantoccio") per creare un soggetto fittizio al quale accordare il verbo (in inglese dummy pronoun o pleonastic pronoun). Tipici esempi sono i verbi atmosferici: la frase "It rains" usa il pronome it al posto di un soggetto inesistente (in italiano: "Piove"), oppure frasi come: It wasn't me (Non sono stato/a io; lett: Esso non è stato me).

### Pronomi riflessivi
In italiano vi è una chiara differenza tra pronomi riflessivi e attivi solo alla terza persona (Si chiama - Lo chiama), mentre alla prima e seconda persona si usano normalmente i pronomi attivi con significato riflessivo (Ti chiami - Ti chiamo).
Nelle lingue slave esiste una più netta distinzione del pronome personale riflessivo e gli altri. In particolare, il pronome riflessivo slavo ricade sempre sul soggetto, quindi la persona ed il numero si capiscono dal soggetto o dal verbo (che generalmente si accorda col soggetto). Ad esempio, nella lingua polacca:
- (Ja) nazywam się, (ty) nazywasz się (...), letteralmente: (Io) si chiamo, (tu) si chiami (...).

Il pronome riflessivo slavo può quindi essere tradotto in italiano, a seconda della persona o del numero, come: me stesso/a, te stesso/a, ... , loro stessi/e. Pur essendo invariato per genere e numero, non lo è per caso, quindi dalla forma base (sempre all'accusativo, poiché per chiari motivi questo pronome non ha nominativo) corrispondono delle altre forme modificate a seconda del caso. Ad esempio, sobie è la forma al dativo, significa a sé, a me stesso, a loro stessi (...) a seconda di chi è il soggetto della frase.